# 倫德瓦格灣
69°50′S 39°4′E / 69.833°S 39.067°E
倫德瓦格灣是南極洲的海灣，位於毛德皇后地的呂佐夫-霍爾姆灣東南岸，處於倫德瓦格斯山以西，該海灣根據挪威探險隊拍攝的空中照片被繪入地圖。